# 伊藤大海 (野球)
伊藤 大海（いとう ひろみ、1997年8月31日 - ）は、北海道茅部郡鹿部町出身のプロ野球選手（投手）。右投左打。北海道日本ハムファイターズ所属。
名前の正確な表記は旧字体を使用した「大海」である。

## 経歴

### プロ入り前
祖父と父がタコつぼ漁師の家系に長男として生まれる。父は同郷の元プロ野球選手・盛田幸妃と同級生であり、幼少期には盛田から直接指導を受けたこともある。
小学校では鹿部クラップーズに、中学校では函館東シニアに所属した。
中学卒業後は駒澤大学附属苫小牧高等学校に入学し、2年春に第86回選抜高等学校野球大会へ出場。初戦の創成館高等学校戦で完封勝利を挙げた。1学年下には若林楽人がいた。
その後は駒澤大学に進学し硬式野球部へ入部したが、「4年間プレーするビジョンを描けなかった」として1年時の10月に中途退学。翌春に苫小牧駒澤大学（現・北洋大学）へ再入学した。北海道学生野球連盟の規定で公式戦への出場が1年間できなかったが、この間を強化期間と位置付けてトレーニングを積み、2年時に公式戦デビューを果たしてリーグ戦で6勝を記録すると、大学日本代表に選出されて3年時に抑えを務めた。
2020年10月26日に行われたドラフト会議では、北海道日本ハムファイターズから1位指名を受け、契約金1億円＋出来高払い、年俸1500万円（金額は推定）で入団に合意した。日本ハムが北海道に移転した2004年から初めてとなる、北海道出身のドラフト1位入団選手となった。背番号は17。

### 日本ハム時代
2021年は開幕ローテーション入りを果たし、3月31日の埼玉西武ライオンズ戦でプロ初登板初先発。6回4安打1失点、毎回の8奪三振と好投するも勝敗はつかなかった。その後は球団記録・NPB新人記録である木田勇の「初登板の初回から23イニング連続奪三振」に並ぶ快投を続けたが、なかなか勝ち星に恵まれなかった。4月28日の福岡ソフトバンクホークス戦でも6回4安打無失点と好投し、5試合目の先発登板でようやくプロ初勝利を挙げた。交流戦では3勝・防御率0.90で2冠に輝き日本生命賞を受賞すると、5月28日の中日ドラゴンズ戦から7月9日の千葉ロッテマリーンズ戦までの6試合で6勝を記録。東京オリンピックではリリーフとして活躍し（詳細後述）、レギュラーシーズン再開後は調整登板を経ずに一軍で先発起用となったが、先発予定試合が2連続で雨天中止となるハプニングに見舞われた。後半戦初先発となった8月20日の東北楽天ゴールデンイーグルス戦では自己ワーストとなる10安打6失点を喫したが、同29日の西武戦では9回4安打3四球9奪三振無失点、自己最多となる134球の熱投でプロ初完投・初完封を記録した。レギュラーシーズン最終戦かつ栗山英樹監督が指揮を執る最後の試合となった10月30日のロッテ戦では7回1失点の好投で10勝目を挙げ、パ・リーグ新人で唯一の2桁勝利を達成。球団新人としては2006年の八木智哉以来であった。ルーキーイヤーは一軍で23試合全てに先発登板して17度のQSを記録。安定した投球で年間を通して先発ローテーションを守り、規定投球回に到達し、10勝9敗・防御率2.90と好成績を残した。オフに2600万円増の推定年俸4100万円で契約を更改し、NPB AWARDS 2021ではパ・リーグの新人特別賞を受賞した。
2022年は1月30日に無症状ながら新型コロナウイルス陽性判定を受け、春季キャンプに出遅れたものの、開幕一軍入りを果たした。ソフトバンクとの開幕カードはBIGBOSSの方針で小刻みな継投が行われ、伊藤は開幕戦で4番手として5回裏から登板。これがレギュラーシーズンでは初のリリーフ登板となり、2イニングを無失点に抑え、プロ初ホールドを挙げた。4月2日のオリックス・バファローズ戦でシーズン初先発となり、6回2失点と試合を作るも敗戦投手。続く同8日の楽天戦では自己ワーストの6四死球を与え、6回3失点で敗戦投手となった。4月15日の先発予定試合が雨天中止となり、翌16日のロッテ戦は自身初のスライド登板となったものの、5回3失点（自責点2）でシーズン初勝利を挙げた。その後もやや不安定な投球が続いたが、5月13日のソフトバンク戦では9回3安打2四球6奪三振無失点の好投でシーズン初の完封勝利。続く同20日の西武戦でも7回2失点と好投して勝利投手となるなど調子が上向いたが、6月2日の広島東洋カープ戦の3回裏に打球が右足すねに直撃。志願の続投で4回まで無失点に抑えるも、5回裏に2者連続四球を与えて降板となり、リリーフ陣がこの回に逆転を許したことで敗戦投手となった。6月6日に出場選手登録を抹消され、同18日のロッテ戦で一軍復帰を果たし、6回3失点と粘投したものの敗戦投手。続く6月25日のソフトバンク戦でも6回2失点と試合を作るも打線の援護が無く、自身3連敗となったが、7月2日のオリックス戦では9回5安打4四球4奪三振無失点と好投し、シーズン2度目の完封勝利を挙げた。9月2日の楽天戦でシーズン10勝目を挙げ、球団では34年ぶり（1988年の西崎幸広以来）となる新人から2年連続2桁勝利を達成するも、同5日にBIGBOSSは「多分先発だからペース配分している。1回だけならおもしろいんじゃないかな」と伊藤のクローザー適正テストを行う考えを公表。本人の先発希望もあり、一度は白紙となったが、9月24日の西武戦でベンチ入りし、BIGBOSSは再度伊藤を抑えで起用する方針を明かすと、同26日の楽天戦では1点リードの9回表に登板し、2奪三振を含む三者凡退の内容でプロ初セーブを記録。BIGBOSSも「力あるでしょ？やっぱり真っすぐで、ああやって空振りが取れるっていうね」と大絶賛した一方、連投への耐性やリリーフとしての体力面が未知数であることから、翌年の起用法については明言を避けた。この年は2年連続となる規定投球回に到達し、26試合（23先発）の登板で10勝9敗1ホールド1セーブ・防御率2.95を記録した。オフの11月に開催された侍ジャパンシリーズ2022の日本代表に選出されており、同シリーズの最終戦は札幌ドームで開催され、この年限りでの本拠地移転が決まっている札幌ドームのマウンドで、1イニングを三者凡退に抑えてシーズンを終えた。オフに4400万円増となる推定年俸8500万円で契約を更改した。
2023年は開幕前に開催された第5回WBCでリリーフとして活躍し（詳細後述）、開幕まで1週間を切った3月24日にチームへ合流した。本人の強い希望もあってチームでは先発起用となり、二軍での調整登板を経て、開幕5試合目のロッテ戦でシーズン初登板初先発。この試合は5回無失点で勝敗は付かなかったが、その後は乱調が続き、4月25日のオリックス戦でも4回0/3を6安打5四球6失点という内容で敗戦投手。防御率5.82で開幕3連敗となった。開幕時はリリーフだった北山亘基・鈴木健矢・メネズが先発へ転向したチーム事情もあり、BIGBOSS改め新庄剛志監督は「次も悪かったら考える。他にも投げたいピッチャーはいるので」と先発ローテーションの剥奪を示唆。ただ、続く5月2日の西武戦で7回1失点と好投し、シーズン初勝利を挙げて以降は復調し、6月17日の中日戦では7回3失点で勝利投手。また、5回表の第2打席では左中間へ適時二塁打を放ち、プロ初安打・初打点を記録した。その後も先発ローテーションを回っていたが、後半戦初先発となった7月22日のオリックス戦で打球直撃の影響もあり、5回3失点で降板すると、以降は2試合連続でノックアウトを喫した。続く8月12日のソフトバンク戦で7回無失点と好投し、勝利投手となって以降は、自身初の無四球完封を含む3試合連続完投を記録したが、9月10日の西武戦では味方の失策に苛立ち、ベースカバーを怠るなど、6失点を喫して自己ワーストの2回1/3で降板となり、敗戦投手。建山義紀投手コーチは「打たれる打たれないじゃない。エラーだったり、自分がコントロールできないことにイライラしている。投手としての責任を果たしていない。次の登板は決められない」と先発ローテーションの剥奪を示唆したが、中7日で9月18日のソフトバンク戦に先発すると、7回1失点と力投し、入団から3年連続となる規定投球回に到達。この年は24試合の先発登板で7勝10敗・防御率3.46という成績であった。オフのファンフェスティバルでは、新庄監督から2024年シーズンの開幕投手に指名された。12月5日の契約更改交渉では、2500万円増となる推定年俸1億1000万円でサインした。
2024年は前年の予告通り、ロッテとの開幕戦でシーズン初登板初先発。6回4安打1四球9奪三振無失点の好投でシーズン初勝利を挙げた。3・4月は5試合の先発登板で3勝0敗・防御率1.41と好成績を収め、自身初の月間MVPを受賞。5月に入ると、3試合連続で8安打3四死球と走者を背負う苦しい投球で敗戦投手の権利を持って降板したが、いずれもチームが試合終盤に同点に追いつき、黒星は免れた。6月5日の広島戦では0-1で迎えた6回裏に自身の悪送球もあって2点を失い、7回3失点（自責点1）でシーズン初黒星。開幕からの連勝が4で止まったものの、続く同12日の中日戦では9回3安打無四死球7奪三振無失点、二塁を踏ませない快投でシーズン初完投初完封勝利を挙げた。リーグ戦再開後は、7月28日の西武戦でも無四死球完封を記録した一方、6回以下を5失点以上と試合をつくれない登板も多く、特に得点圏での被本塁打が目立った。ただ、本人も「勝たせてもらっているという印象がかなり強い」と話したように、チームが好調なこともあってタイトル争いに加わり、シーズン終盤には2試合連続完封を記録。9月26日の楽天戦では3試合連続完封こそ逃したが、1失点完投で自己最多の14勝目を挙げた。9・10月は5試合の先発登板で4勝1敗・防御率1.32と好成績を収め、自身2度目の月間MVPを受賞。この年は26試合の先発登板で14勝5敗・防御率2.65、リーグトップの勝率.737を記録し、自身初タイトルとなる最多勝利と最高勝率を獲得した。ポストシーズンでは、ソフトバンクとのCSファイナルステージ第1戦に先発したが、5回2/3を4失点で敗戦投手となった。オフに倍増となる推定年俸2億2000万円で契約を更改した。
2025年はソフトバンクとの開幕4試合目（本拠地開幕戦）でシーズン初登板初先発となったが、5回9安打1四球4奪三振5失点と精彩を欠く内容で敗戦投手。ただ、続く4月8日の楽天戦では9回4安打1四球2失点、自己最多となる13奪三振の快投でシーズン初勝利を完投で飾った。この試合を含め、自身5連勝を記録した一方、4月終了時点でリーグワーストの被本塁打5と被弾が多く、自身の連勝が止まった5月20日のソフトバンク戦でも川瀬晃に決勝ソロ本塁打を被弾し、5失点完投負け。その後も長打による失点が目立って約1か月間、白星から遠ざかっていたが、6月20日の中日戦で9回5安打1四球7奪三振無失点と好投し、シーズン7勝目をシーズン初完封で飾った。

## 代表経歴

### 東京オリンピック
2021年7月5日、コンディション不良により東京オリンピック日本代表を辞退した菅野智之に代わって代表に選出され、中継ぎとして起用された。準決勝・決勝では試合終盤の僅差の場面を任され、2試合とも無失点の好救援で日本の金メダル獲得に大きく貢献した。

### 第5回WBC
2023年1月26日に第5回WBC出場メンバー30名が発表され、リリーフとして選出された。イタリアとの準々決勝では、5回に2点を失い、なおも二死一・三塁という場面で降板した大谷翔平の後を受けて登板。この試合は、前年のワールドシリーズ第2戦でボール/ストライクの正確性100%を記録したことで知られていたパット・ホバーグが球審を務めていたが、MLB公式サイトのチャート図ではストライクを通過していた、2ボール2ストライクから投じた6球目のストレートはボール判定。球場は大歓声からどよめきに変わる異様な雰囲気となったが、7球目もストレートを投じてショートフライに打ち取り、好救援を見せた。アメリカとの決勝戦でも2点リードの6回に登板し、三者凡退に抑える好救援で3大会ぶりとなる世界一に貢献した。

### 第3回プレミア12
2024年10月9日、第3回プレミア12の日本代表に選出されたが、右足関節捻挫のため、同28日に出場辞退が発表された。

## 選手としての特徴
| 球種           | 配分 % | 平均球速 km/h | 被打率 |
| -------------- | ------ | ------------- | ------ |
| ストレート     | 39.8   | 147.2         | .301   |
| スライダー     | 21.7   | 132.1         | .182   |
| スプリット     | 16.2   | 140.8         | .192   |
| カットボール   | 10.0   | 143.4         | .320   |
| カーブ         | 05.8   | 111.7         | .333   |
| ツーシーム     | 04.1   | 145.5         | .227   |
| チェンジアップ | 02.5   | 125.7         | .375   |

投球フォームはオーバースロー。クイックモーションのタイムがNPB平均より0.3秒遅く、苦手としている。
ストレートの最速はアマチュア時代に156km/h、プロ入り後は154km/hを計測。変化球については、厳密に言えば6種類あるというスライダーを筆頭に、スプリット、カーブ、チェンジアップ、ツーシーム、カットボール、さらには最遅53km/hを計測したスローカーブと非常に多彩な球種を投げ分ける。

## 人物
愛称は「ヒロ」、「ひろみん」、「ミスター・ホワイトスモーク」など。
幼少期から日本ハムのファンで、ダルビッシュ有のファンでもある。
プロ入り前の2019年10月にYouTubeチャンネルを開設し、野球少年や高校球児のためにトレーニング法などを積極的に公開した。日本ハムで同僚となった吉田輝星も伊藤のことを「YouTuberとして気になっていた。思っていたよりも真面目」と、キャンプ初日に伊藤をいじっている。

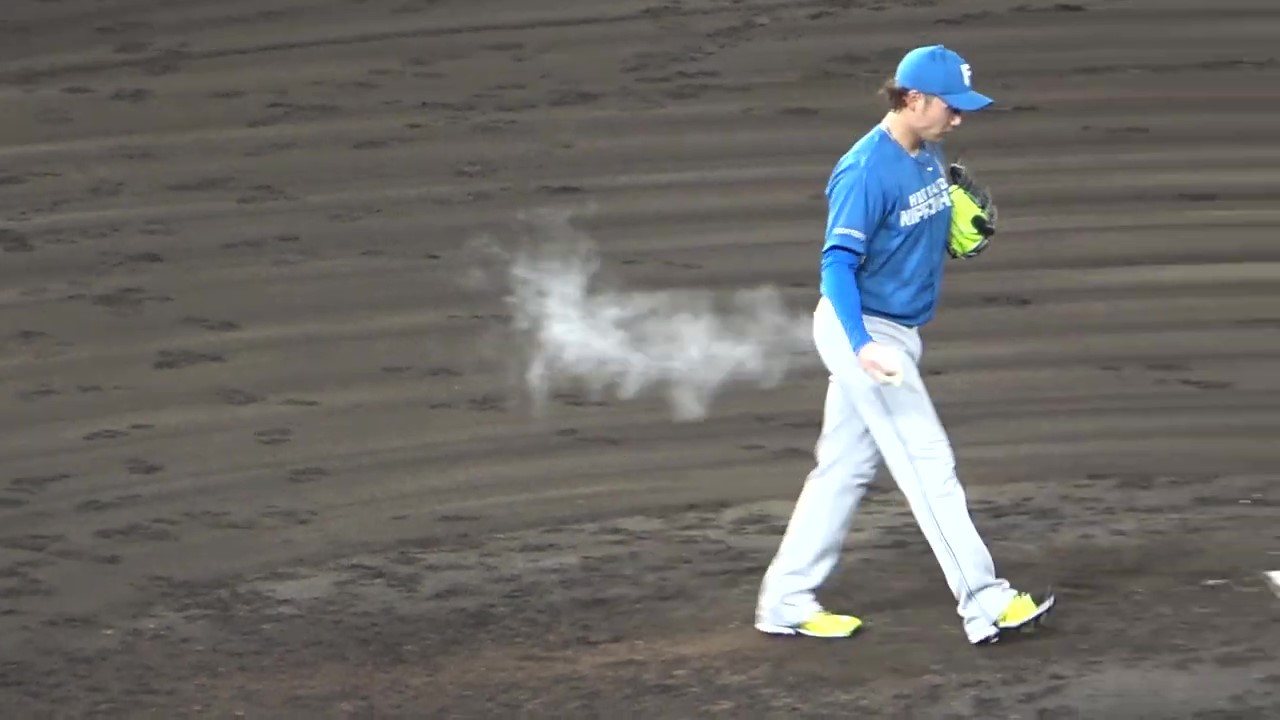
ロジンバッグを使う伊藤。粉が舞っている（2022年7月27日、オールスターゲーム）

2021年、東京オリンピックの韓国代表との準決勝で相手ベンチからロジンバッグをつけすぎているという指摘を受けた直後、全く気にしていない素振りで伊藤が再びロジンをつけた姿が話題となり、対戦相手の韓国国内からは非難の声が上がった。登板後、それに対して伊藤は自身のTwitterで「#追いロジン」を添えて意見を発信した。このハッシュタグがトレンド入りし大きな反響を呼び、伊藤の代名詞にもなっている。第5回WBCでは中継のアナウンスで、ロジンバックを多めにつけて白い粉が舞いながら投げる姿から「ミスター・ホワイトスモーク」の愛称で紹介されている。
東京オリンピック 野球日本代表（侍ジャパン）として金メダルを獲得した栄誉をたたえ、2021年12月16日、北海道鹿部町の鹿部町役場前に記念のゴールドポスト（第30号）が設置された（ゴールドポストプロジェクト）。
日本ハム入団後の打席では“大海”つながりでかつて在籍した岡大海の応援歌が演奏されている（2023年から）。
2023年12月15日、一般女性との結婚を発表した。
2024年4月19日までに発売されていた「2024プロ野球チップス第1弾」の付属カードで、伊藤の身長が「176ｍ」と誤表記されていたことが分かり、発売元のカルビーが謝罪。この件について伊藤は「一瞬でも背が高い夢を見せてくれたので感謝したいです」とコメントした。

## 詳細情報

### 年度別投手成績
| 年 度     | 球 団     | 登 板 | 先 発 | 完 投 | 完 封 | 無 四 球 | 勝 利 | 敗 戦 | セ 丨 ブ | ホ 丨 ル ド | 勝 率 | 打 者 | 投 球 回 | 被 安 打 | 被 本 塁 打 | 与 四 球 | 敬 遠 | 与 死 球 | 奪 三 振 | 暴 投 | ボ 丨 ク | 失 点 | 自 責 点 | 防 御 率 | W H I P |
| --------- | --------- | ----- | ----- | ----- | ----- | -------- | ----- | ----- | -------- | ----------- | ----- | ----- | -------- | -------- | ----------- | -------- | ----- | -------- | -------- | ----- | -------- | ----- | -------- | -------- | ------- |
| 2021      | 日本ハム  | 23    | 23    | 1     | 1     | 0        | 10    | 9     | 0        | 0           | .526  | 610   | 146.0    | 125      | 8           | 53       | 1     | 6        | 141      | 1     | 0        | 51    | 47       | 2.90     | 1.22    |
| 2022      | 日本ハム  | 26    | 23    | 2     | 2     | 0        | 10    | 9     | 1        | 1           | .526  | 653   | 155.2    | 140      | 5           | 49       | 0     | 5        | 112      | 5     | 0        | 60    | 51       | 2.95     | 1.21    |
| 2023      | 日本ハム  | 24    | 24    | 3     | 1     | 2        | 7     | 10    | 0        | 0           | .412  | 649   | 153.1    | 147      | 11          | 41       | 0     | 8        | 134      | 2     | 0        | 64    | 59       | 3.46     | 1.23    |
| 2024      | 日本ハム  | 26    | 26    | 5     | 4     | 3        | 14    | 5     | 0        | 0           | .737  | 710   | 176.1    | 150      | 14          | 39       | 0     | 3        | 161      | 1     | 0        | 60    | 52       | 2.65     | 1.07    |
| 通算：4年 | 通算：4年 | 99    | 96    | 11    | 8     | 5        | 41    | 33    | 1        | 1           | .554  | 2622  | 631.1    | 562      | 38          | 182      | 1     | 22       | 548      | 1     | 0        | 235   | 209      | 2.98     | 1.17    |

- 2024年度シーズン終了時
- 各年度の太字はリーグ最高

### 年度別投手（先発）成績所属リーグ内順位
| 年 度 | 年 齢 | リ ｜ グ   | 完 投 | 完 封 | 勝 利 | 勝 率 | 投 球 回 | 奪 三 振 | 防 御 率 |
| ----- | ----- | ---------- | ----- | ----- | ----- | ----- | -------- | -------- | -------- |
| 2021  | 24    | パ・リーグ | 6位   | 3位   | 6位   | 8位   | -        | 3位      | 4位      |
| 2022  | 25    | パ・リーグ | 4位   | 1位   | 5位   | 6位   | 4位      | 9位      | 5位      |
| 2023  | 26    | パ・リーグ | 2位   | 4位   | -     | 9位   | 7位      | 5位      | 8位      |
| 2024  | 27    | パ・リーグ | 1位   | 1位   | 1位   | 1位   | 3位      | 2位      | 6位      |

- - は10位未満（防御率における規定投球回未達も - と表記）
- 太字は規定投球回到達年度

### オリンピックでの投手成績
| 年 度 | 代 表 | 登 板 | 先 発 | 勝 利 | 敗 戦 | セ ｜ ブ | 打 者 | 投 球 回 | 被 安 打 | 被 本 塁 打 | 与 四 球 | 敬 遠 | 与 死 球 | 奪 三 振 | 暴 投 | ボ ｜ ク | 失 点 | 自 責 点 | 防 御 率 |
| ----- | ----- | ----- | ----- | ----- | ----- | -------- | ----- | -------- | -------- | ----------- | -------- | ----- | -------- | -------- | ----- | -------- | ----- | -------- | -------- |
| 2021  | 日本  | 3     | 0     | 1     | 0     | 0        | 21    | 5.0      | 4        | 0           | 2        | 0     | 0        | 5        | 0     | 0        | 0     | 0        | 0.00     |

### WBCでの投手成績
| 年 度 | 代 表 | 登 板 | 先 発 | 勝 利 | 敗 戦 | セ ｜ ブ | 打 者 | 投 球 回 | 被 安 打 | 被 本 塁 打 | 与 四 球 | 敬 遠 | 与 死 球 | 奪 三 振 | 暴 投 | ボ ｜ ク | 失 点 | 自 責 点 | 防 御 率 |
| ----- | ----- | ----- | ----- | ----- | ----- | -------- | ----- | -------- | -------- | ----------- | -------- | ----- | -------- | -------- | ----- | -------- | ----- | -------- | -------- |
| 2023  | 日本  | 3     | 0     | 0     | 0     | 0        | 7     | 2.1      | 0        | 0           | 0        | 0     | 0        | 3        | 0     | 0        | 0     | 0        | 0.00     |

### 年度別守備成績
| 年 度 | 球 団    | 投手  | 投手  | 投手  | 投手  | 投手  | 投手     |
| 年 度 | 球 団    | 試 合 | 刺 殺 | 補 殺 | 失 策 | 併 殺 | 守 備 率 |
| ----- | -------- | ----- | ----- | ----- | ----- | ----- | -------- |
| 2021  | 日本ハム | 23    | 6     | 28    | 2     | 4     | .944     |
| 2022  | 日本ハム | 26    | 11    | 20    | 2     | 0     | .939     |
| 2023  | 日本ハム | 24    | 10    | 34    | 1     | 2     | .978     |
| 2024  | 日本ハム | 26    | 9     | 25    | 1     | 1     | .971     |
| 通算  | 通算     | 99    | 36    | 107   | 6     | 7     | .960     |

- 2024年度シーズン終了時
- 各年度の太字はリーグ最高

### タイトル
- 最多勝利：1回（2024年）
- 最高勝率：1回（2024年）

### 表彰
- パ・リーグ 連盟特別表彰：1回（新人特別賞：2021年）
- セ・パ交流戦 日本生命賞：1回（2021年）[155]
- 月間MVP：2回（投手部門：2024年3・4月[156]、9・10月[157]）

### 記録
初記録
投手記録
- 初登板・初先発：2021年3月31日、対埼玉西武ライオンズ2回戦（札幌ドーム）、6回1失点8奪三振で勝敗つかず[158]
- 初奪三振：同上、1回表に金子侑司から見逃し三振
- 初勝利・初先発勝利：2021年4月28日、対福岡ソフトバンクホークス5回戦（福岡PayPayドーム）、6回無失点[159]
- 初完投・初完封：2021年8月29日、対埼玉西武ライオンズ14回戦（メットライフドーム）、9回4被安打3与四球9奪三振[160]
- 初ホールド：2022年3月25日、対福岡ソフトバンクホークス1回戦（福岡PayPayドーム）、5回裏に4番手で救援登板、2回無失点
- 初セーブ：2022年9月26日、対東北楽天ゴールデンイーグルス25回戦（札幌ドーム）、9回表に2番手で救援登板・完了、1回無失点

打撃記録
- 初打席：2021年6月6日、対読売ジャイアンツ3回戦（東京ドーム）、3回表に菅野智之から投ゴロ
- 初安打・初打点：2023年6月17日、対中日ドラゴンズ2回戦（バンテリンドーム ナゴヤ）、5回表に松葉貴大から左越適時二塁打[161]

その他の記録
- 23イニング連続奪三振：2021年3月31日、対埼玉西武ライオンズ2回戦（札幌ドーム）1回表 - 2021年4月21日、対千葉ロッテマリーンズ5回戦（ZOZOマリンスタジアム）4回裏 ※木田勇に並びNPB新人タイ記録
- プロ初登板イニングから23イニング連続奪三振：同上 ※NPB史上最長記録
- オールスターゲーム出場：1回（2022年）
- 開幕投手：1回（2024年）
- マダックス
  - 2024年6月12日、対中日ドラゴンズ戦
  - 2024年7月28日、対埼玉西武ライオンズ戦※1シーズンで1投手が「マダックス」を複数回達成するのは、NPBでは21年ぶり[162]

### 背番号
- 17（2021年[10] - ）

### 登場曲
- 「Shine」Jagwar Twin（2021年）
- 「Emotions」MAN WITH A MISSION（2022年 - 2023年）
- 「唱」Ado（2024年 - ）
- 「It's Time（feat.Bruce Buffer）」Laidback Luke, Steve Aoki（2024年 - ）

### 代表歴
- 2020年東京オリンピックの野球競技・日本代表
- 2023 ワールド・ベースボール・クラシック日本代表